# Colomano di Würzburg
Colomano di Würzburg, o anche Colonato (tedesco Kolonat (Irlanda, VII secolo – Würzburg, 689 circa), è stato un presbitero irlandese che andò missionario in Germania con Chiliano e Totnano, dove venne martirizzato insieme ai suoi due compagni. È venerato come santo dalla Chiesa cattolica.

## Agiografia

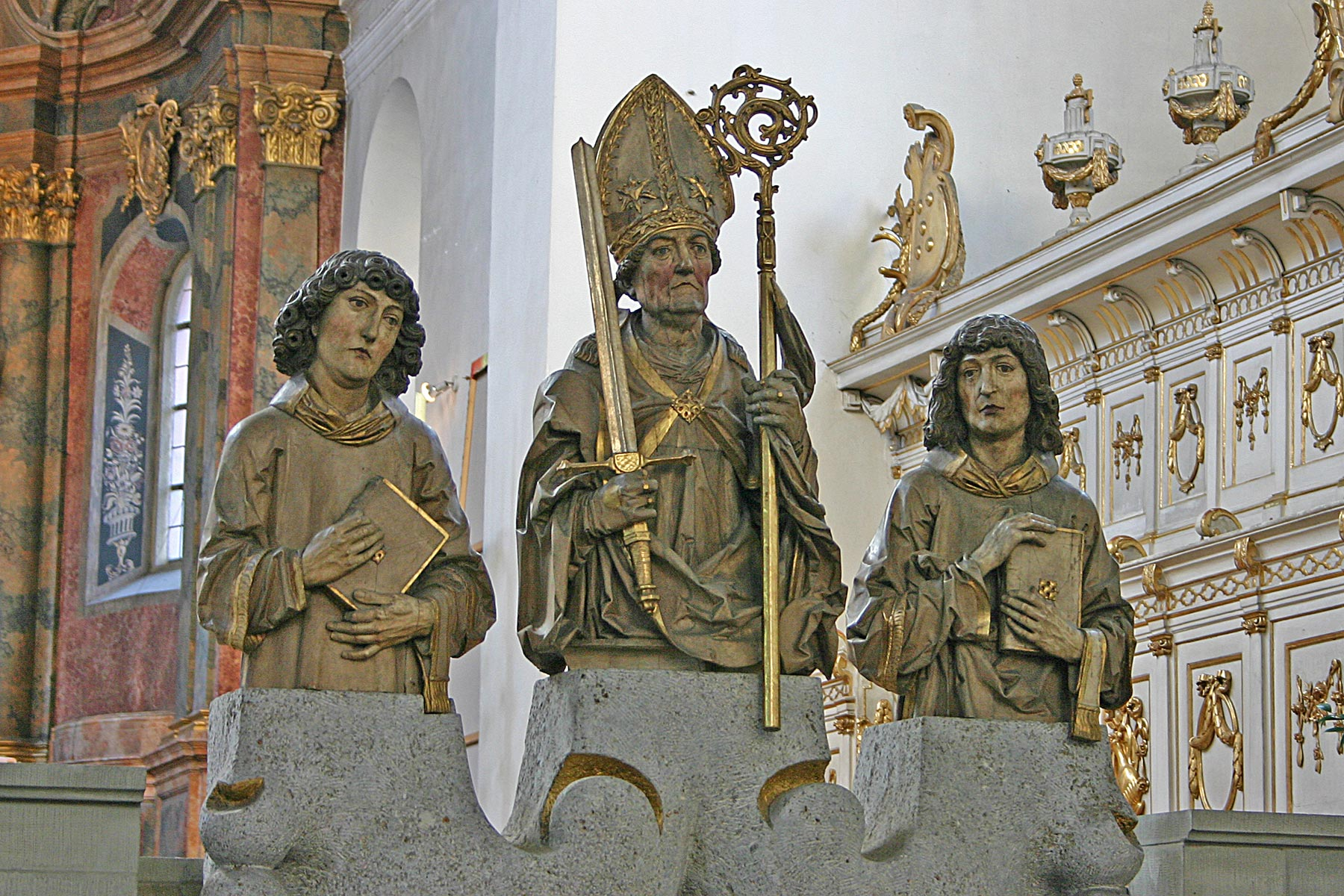
San Chiliano insieme a san Colomano e san Totnano - copie delle Riemenschneider-Holzfiguren di Heinrich Schiestl nella chiesa di Neumünster a Würzburg

Secondo la testimonianza della sua Vita, scritta nel IX secolo, Colomano era un prete irlandese, esponente di quel cristianesimo celtico dal quale provenivano in quel periodo numerosi missionari, che insieme ad altri dieci colleghi, fra i quali san Chiliano (che diverrà vescovo di Würzburg) e san Totnano, si trasferì a Würzburg, dove subì il martirio verso il 689. In realtà Totnano fu assassinato, a colpi di spada, in quanto amico e seguace di san Chiliano. Secondo il martirologio di Rabano Mauro, mandante dell'assassinio fu Gailana, che aveva sposato il margravio di Turingia Gosberto, fratello del defunto marito, fatto che allora era considerato una forma di incesto. Chiliano riprese severamente Gosberto per questo matrimonio, ponendogli come condizione necessaria per ottenere il battesimo, lo scioglimento di questo matrimonio. Fu a questo punto che Gailana, approfittando dell'assenza del secondo marito, decise di far fisicamente eliminare il vescovo ed i suoi collaboratori e conterranei.
Dopo il 752, insieme all'effettiva fondazione della diocesi di Würzburg, ebbe luogo il ritrovamento delle sue reliquie ed egli divenne co-patrono della diocesi.